# Thelypteris jujuyensis
Thelypteris jujuyensis là một loài thực vật có mạch trong họ Thelypteridaceae. Loài này được de la Sota miêu tả khoa học đầu tiên năm 1973.